# Plavček (ptica)
Plavček (znanstveno ime Cyanistes caeruleus) je ptica pevka iz družine sinic (Paridae).

## Telesne značilnosti
Plavček je velikosti 11–12 cm z razponom peruti od 17–20 cm, v povprečju pa tehta od 9-12,5 g. Ima modro obarvan rep, svetlo modro kapo in peruti z razločno belo progo. Zgornja stran je zeleno modre barve, medtem ko je spodnja rumene barve. Čez oči se mu vleče črna očesna proga. Lica so bele barve, kljun pa je kratek. Samci so navadno živahneje obarvani kot samice.

## Gnezdenje
Plavček gnezdi v drevesnih duplih ter zidnih luknjah in na vrtu v valilnicah, včasih v gnezdih vran, ujed in lastovk. Gnezdo je narejeno iz bilk, mahu in perja ter obloženo z dlako in perjem. Samica znese 10-13 belih in rdeče pikastih jajc. Samica vali dvakrat od 12-15 dni, v času od meseca aprila do maja. Mladiči so gnezdomci in puhasti, vzletijo pa po 16-22 dneh.

## Življenjski prostor in navade
Habitat plavčka se razteza po vsej Evropi (izjema je le sever Skandinavije) in Prednji Aziji. V času gnezdenja prebiva v svetlih listnatih in mešanih gozdovih, sadovnjakih ter v parkih, zunaj gnezditvenega časa pa prav tako v parkih in gozdovih, ter vrtovih, gozdnih robovih in trstiščih; iglastih gozdov se izogiba. Pozimi se še najraje zadržuje v trstičju, kjer se hrani z različnimi žuželkami in njihovimi ličinkami, ki jih pobira iz votlih trstov.
Populacijo plavčkov v Evropi ocenjujejo na 16 do 21 milijonov gnezditvenih parov (75 % svetovne populacije). Pričakovana življenjska doba je 1,5 let, posamezni osebki pa lahko dosežejo starost tudi do 21 let.
V Sloveniji je enakomerno razširjen z izjemo severozahodnegaga dela, uvrščamo ga pa med pogoste celoletne vrste. Velja za nižinsko vrsto, vendar ga lahko najdemo v sredogorju in izjemoma tudi višje.
Znan je po hitrih gibih in naglem, frčečem letu, v katerem lahko doseže hitrost do 29 km/h.
Plavčkovo petje spominja na trilček ci-ci-cicirrrr, klic je visoki in hitri ci ali rezki ci-si-sit, v primeru preplaha pa se oglaša z godrnjavim čurr. Podobno kot plavčki pojejo še dolgoprsti plezalček, menišček in velika sinica. Aktiven je samo podnevi.

### Prehrana
Prehranjuje se s sadjem, maščobo, mesom in kuhinjskimi ostanki, v krmilnicah pa s semeni in orehovimi ali neslanimi arašidi, predvsem na visečih krmilnicah. Radi imajo tudi loj in prepolovljene kokosove orehe.